# Teorías sobre la construcción de las pirámides

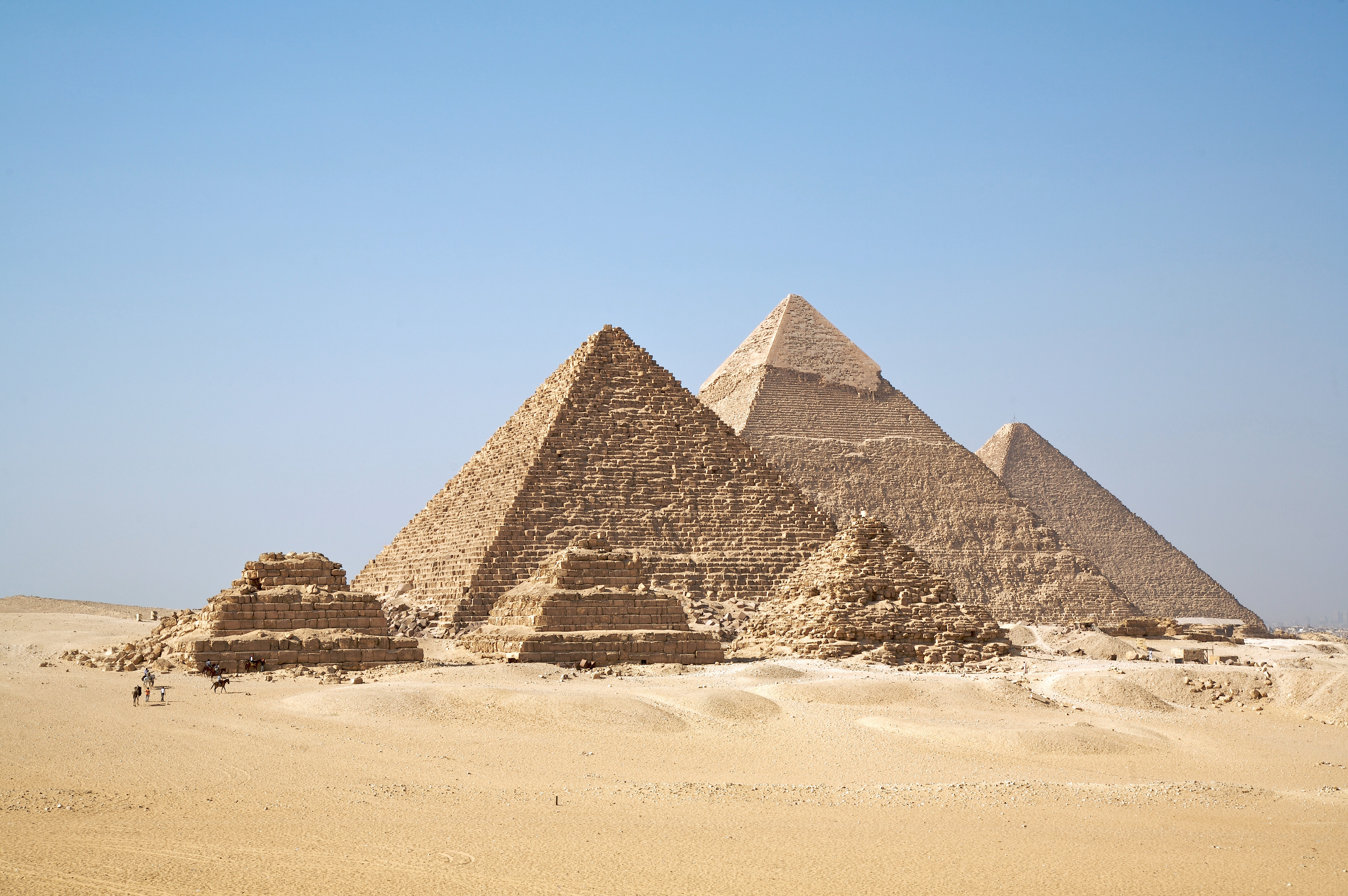
Las pirámides de Giza.

Existen diversas teorías sobre la construcción de las pirámides de Egipto.
Han surgido muchas hipótesis sobre las técnicas de construcción de las pirámides egipcias. Estas técnicas parecen haberse desarrollado con el tiempo; las primeras pirámides no fueron construidas como las posteriores. La mayoría de las hipótesis de su construcción se basan en la idea de que enormes piedras fueron cortadas con cinceles de cobre de canteras próximas, y estos bloques fueron arrastrados y utilizados en la construcción de las pirámides. Los desacuerdos se refieren principalmente a los métodos utilizados para mover y colocar las piedras. Algunas otras hipótesis no demostradas, tratan la posibilidad  que fueran construidas a partir de geopolímeros, un tipo de piedra artificial.
Además de los muchos temas sin resolver sobre las técnicas de construcción, ha habido desacuerdos en cuanto al tipo de mano de obra utilizado. Los griegos, muchos años después de los hechos, creían que las pirámides debían haber sido construidas por mano de obra esclava. Los arqueólogos creen ahora que la Gran Pirámide de Guiza fue construida por decenas de miles de trabajadores cualificados que se establecieron en poblados cerca de las pirámides y trabajaban por un sueldo, o como una forma de prestación personal (corvea), hasta que la construcción fuese completada de esa manera; fundamentan su afirmación señalando los cementerios de los trabajadores descubiertos en 1990 por los arqueólogos Zahi Hawass y Mark Lehner. Para la Pirámide del Imperio Medio de Amenemhat II, hay evidencias, en la piedra los anales del rey, de que podrían haber utilizados extranjeros procedentes de la región de Medio Oriente.

## Consideraciones históricas

### En el Imperio Antiguo

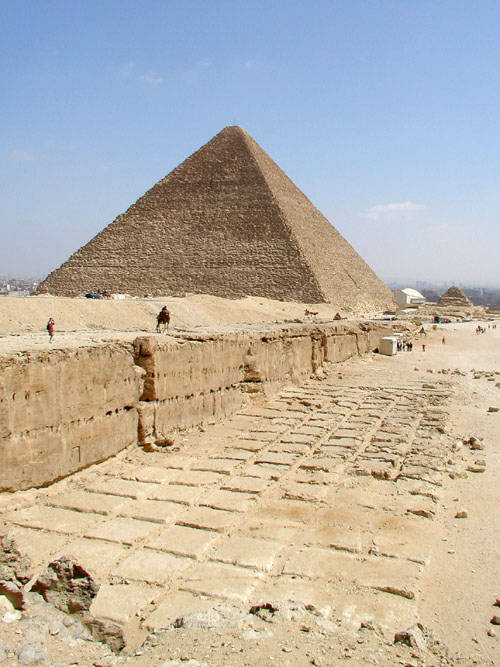
Cantera con restos de extracción de bloques. Al fondo, la Gran pirámide de Keops en Giza.

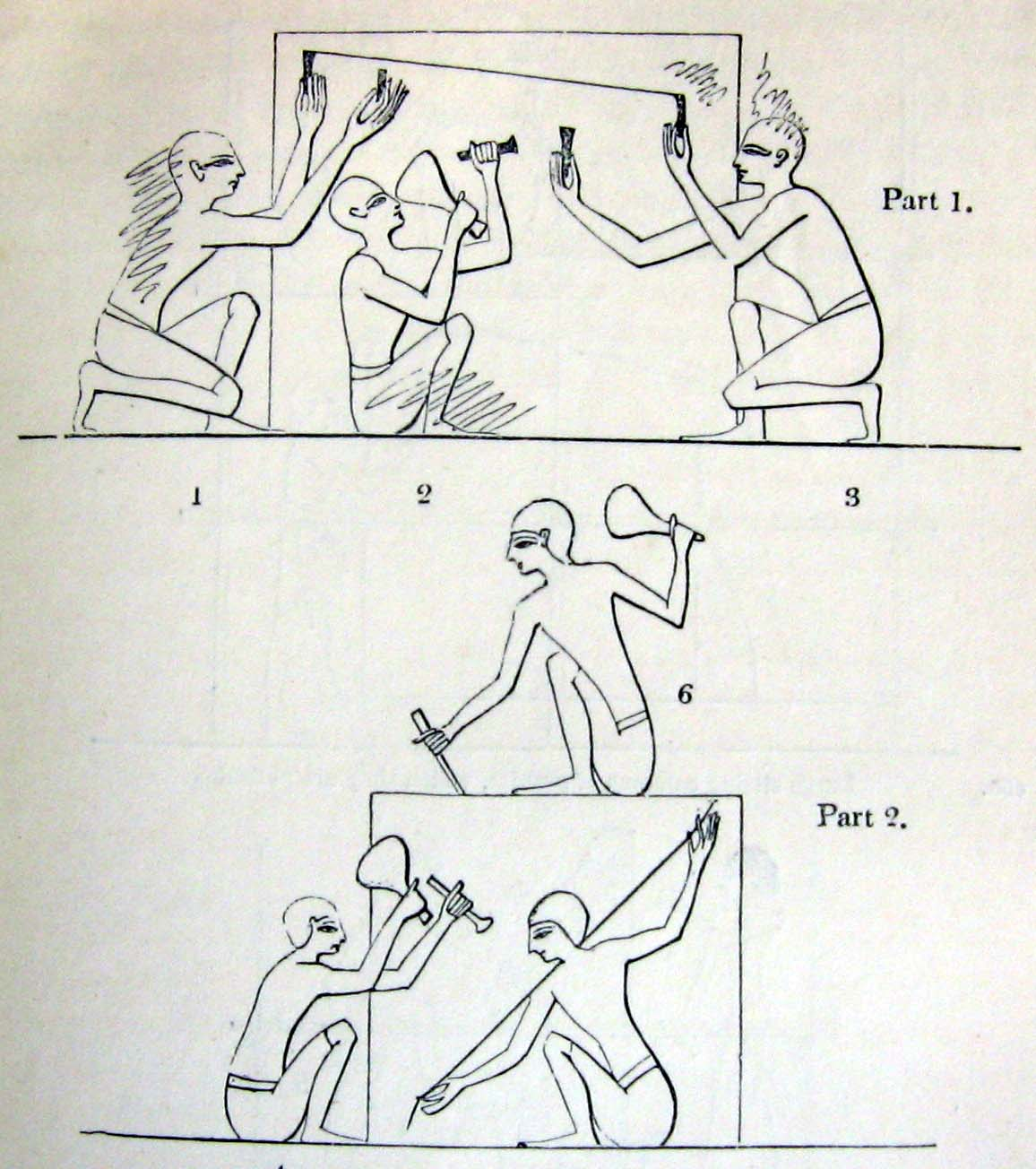
Trabajadores tallando bloques. Dibujo copiado de la tumba de Rekhmire.

Durante las cinco primeras dinastías, las pirámides fueron construidas enteramente de piedra. En Guiza, la piedra caliza de las canteras próximas fue el material utilizado para el cuerpo principal de estas pirámides, mientras que una piedra caliza de mayor calidad, extraída en Tura (cerca del actual El Cairo) se usó para el revestimiento exterior. El granito, extraído cerca de Asuán, se utilizó para la construcción de algunos elementos arquitectónicos, como los accesos, los techos y las paredes de la cámara funeraria. A veces, se utilizó granito para el revestimiento exterior, como por ejemplo en la Pirámide de Micerino. 
En las primeras pirámides, las hiladas de piedra (también llamadas gradas) que forman el núcleo de la pirámide, se colocaron inclinadas hacia el interior; sin embargo, se consideró que esta configuración era menos estable que simplemente apilar los bloques de piedra horizontalmente uno encima de la otro. La pirámide acodada de Dahshur parece indicar la aceptación de una nueva técnica en la transición entre estas dos técnicas de construcción. Su parte inferior está construida con hiladas inclinadas, mientras que en la parte superior las piedras se colocan horizontalmente.

### Desde El Imperio Medio
Durante el Imperio Medio de Egipto, las técnicas de construcción de las pirámides cambiaron de nuevo. La mayoría de las pirámides construidas entonces tenían el núcleo de ladrillos de adobe y el revestimiento de piedra caliza pulida. En varios casos, las pirámides posteriores fueron construidas sobre elevaciones rocosas del terreno para reducir el volumen de material necesario en su construcción. Los materiales y métodos de construcción utilizados en las primeras pirámides han asegurado su supervivencia y, generalmente, están en mucho mejor estado de conservación que las erigidas por los faraones posteriores.

## Hipótesis de los métodos de construcción

### Construcción de las pirámides con piedra proveniente de canteras
Uno de los principales problemas a los que tuvieron que hacer frente los constructores de las primeras pirámides fue la necesidad de mover grandes cantidades de piedra. La tumba de Dyehutyhotep, de la dinastía XII, tiene una ilustración de 172 hombres que tiran de una estatua de caliza sobre un trineo. Se estima que la estatua pesa 60 toneladas y Denys Stocks estima que habrían hecho falta 45 trabajadores para empezar a mover un bloque de 16.300 kg adecuadamente colocado sobre elementos deslizantes, u ocho trabajadores para mover un bloque de 2.750 kg.

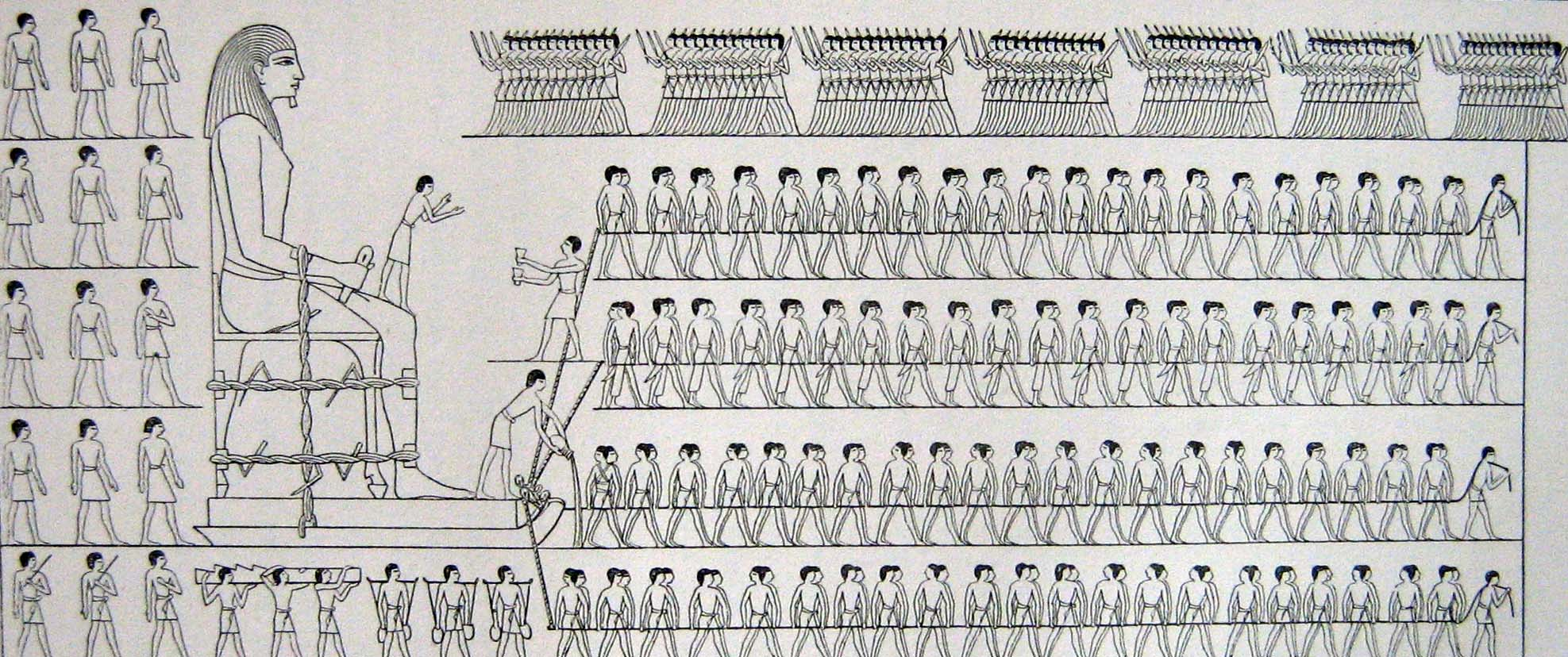
Transporte de una gran estatua de piedra, de unas 60 toneladas, sobre un trineo que se desliza sobre tierra, previamente humedecida, arrastrada por 172 hombres. Dibujo copiado de la tumba de Dyehutyhotep.

El Dr. RHG Parry ha propuesto un método para hacer rodar las piedras, donde se utilizaría una máquina de tipo balancín semicircular que había sido usada en algunos de los nuevos templos del reino. Cuatro de estos objetos pueden ser instalados alrededor de un bloque por lo que este podría hacerse rodar fácilmente. Los experimentos realizados por Obayashi Corporation, con bloques de hormigón de 0,8 m de lado por 1,6 m de largo y un peso de 2,5 toneladas, mostraron como 18 hombres podían arrastrar el bloque sobre una rampa inclinada de 1/4, a una velocidad de 18 metros por minuto. Vitruvio en su libro  De architectura  describió un método similar para mover bloques pesados. Aún no se sabe si los egipcios utilizaban este método, pero los experimentos indican que podrían haber trabajado con piedras de este tamaño. Los egiptólogos generalmente aceptan esta teoría para los bloques más utilizados de 2,5 toneladas, pero no están de acuerdo sobre los métodos utilizados para los bloques de más de 15 toneladas y varios bloques de 70 y 80 toneladas.

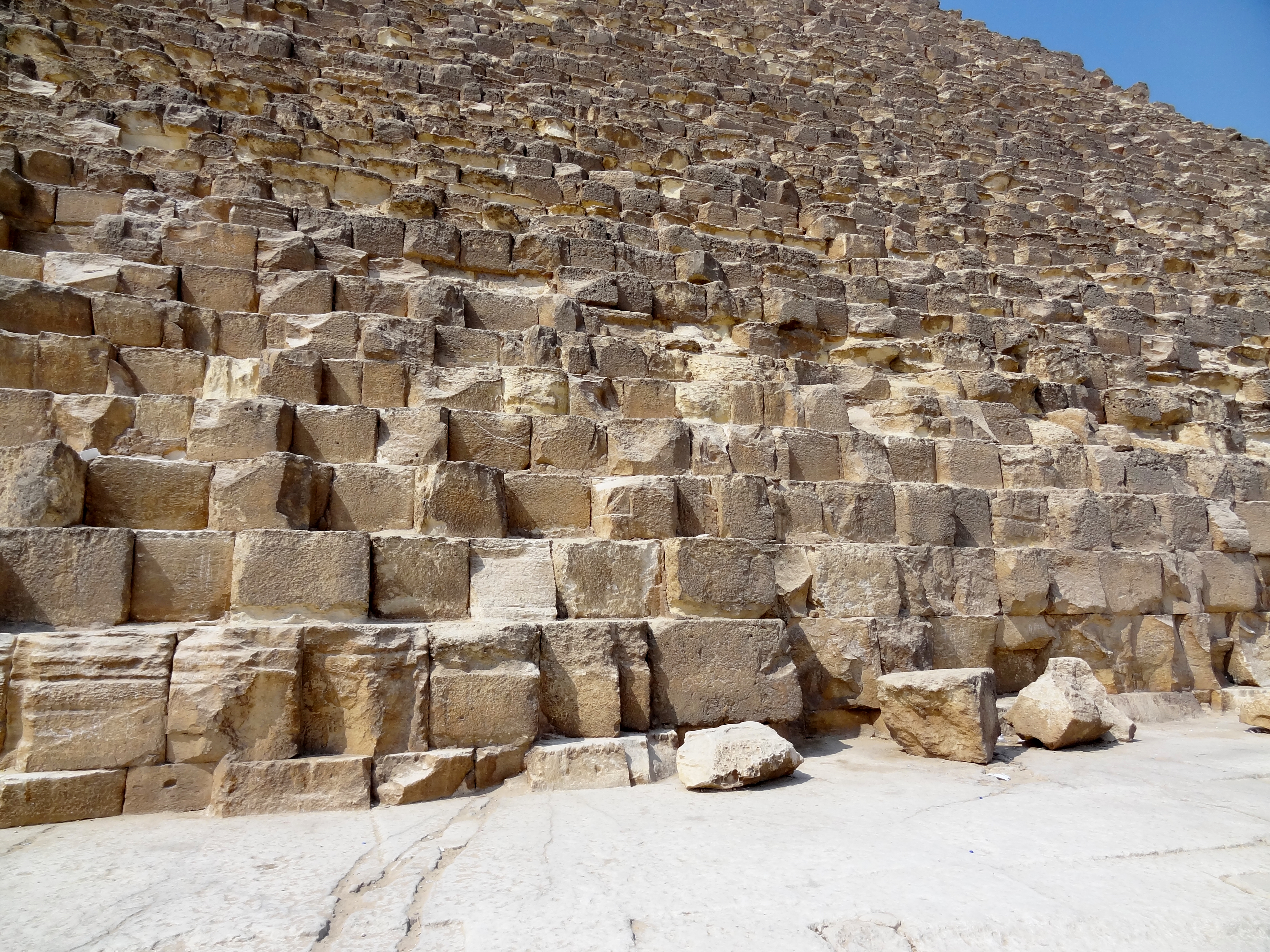
Bloques de piedra del núcleo de la Gran Pirámide de Guiza colocados en «seco», sin rellenar los huecos.

Los bloques de piedra que conforman el núcleo de las pirámides se cortaban de diversos tamaños, aunque de igual altura en cada grada (como se aprecia en las pirámides de Giza) y se colocaban en «seco», sin rellenar los huecos. En la colocación de los bloques calizos del revestimiento se utilizó pasta de yeso para poder desplazarlos y ajustarlos más fácilmente.

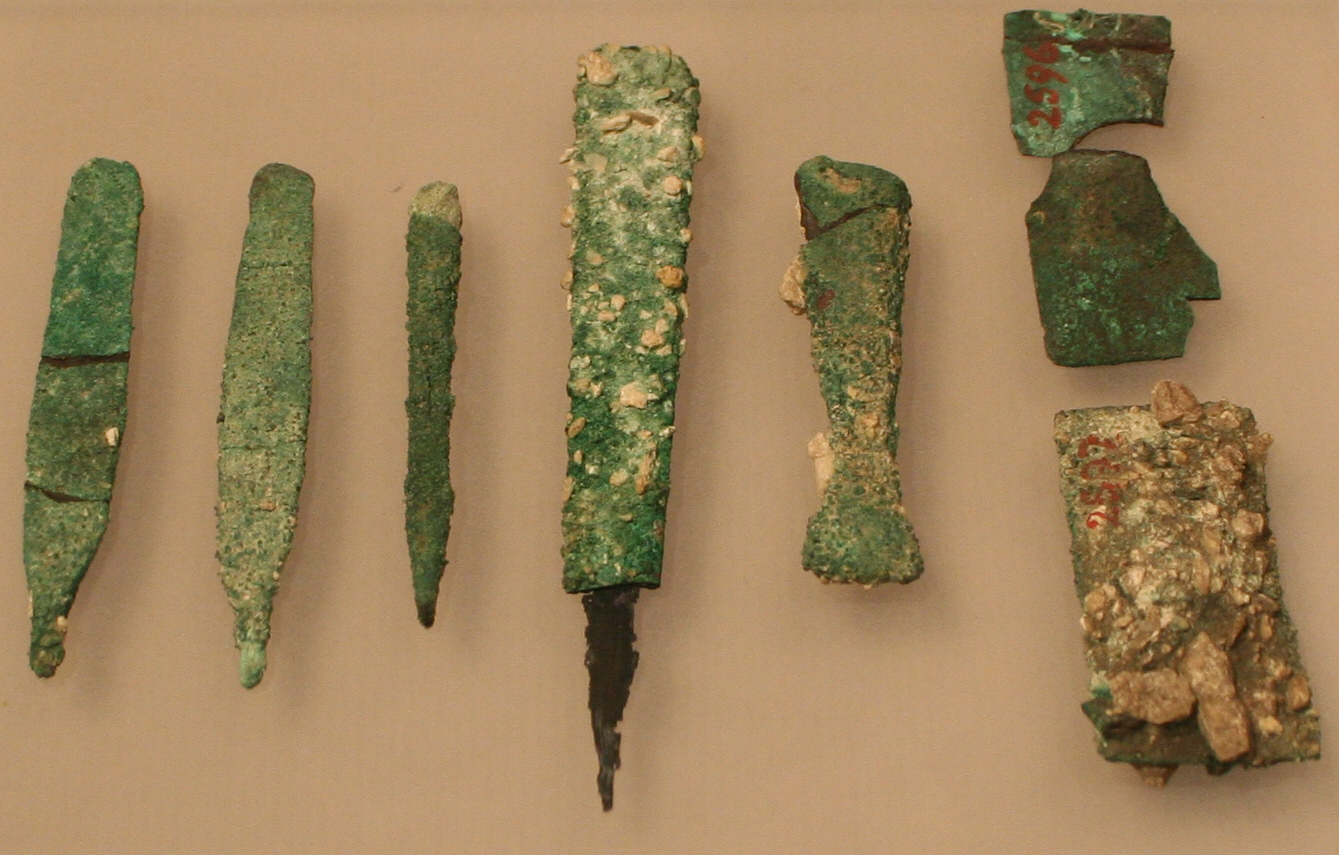
Herramientas halladas en Guiza. Ägyptisches Museum Leipzig.

Hay buena información sobre la ubicación de las canteras, algunas de las herramientas utilizadas para cortar la piedra en las canteras, el transporte de la piedra del monumento, la nivelación de la base, y la nivelación de los niveles subsiguientes de la superestructura en desarrollo. Los obreros utilizaron probablemente cinceles de cobre, taladros y sierras para cortar la piedra menos dura, como la mayor parte de la piedra caliza. Las piedras más duras, como el granito, diorita, sienita y basalto, no se pueden cortar sólo con herramientas de cobre; hubo que trabajarlas con métodos que requieren más tiempo, como golpearlas con esferas de dolerita, taladrar y serrar con la ayuda de un abrasivo, tal como arena de cuarzo.
Los bloques fueron transportados sobre trineo, que probablemente se deslizaba sobre el terreno humedecido con agua. La nivelación del terreno rocoso se pudo realizar mediante el uso de surcos rellenados de agua, como sugieren Mark Lehner e I. E. S. Edwards, o mediante el uso de archipéndulas por topógrafos experimentados.

### Los escritos deHeródotoyDiodoro Sículo

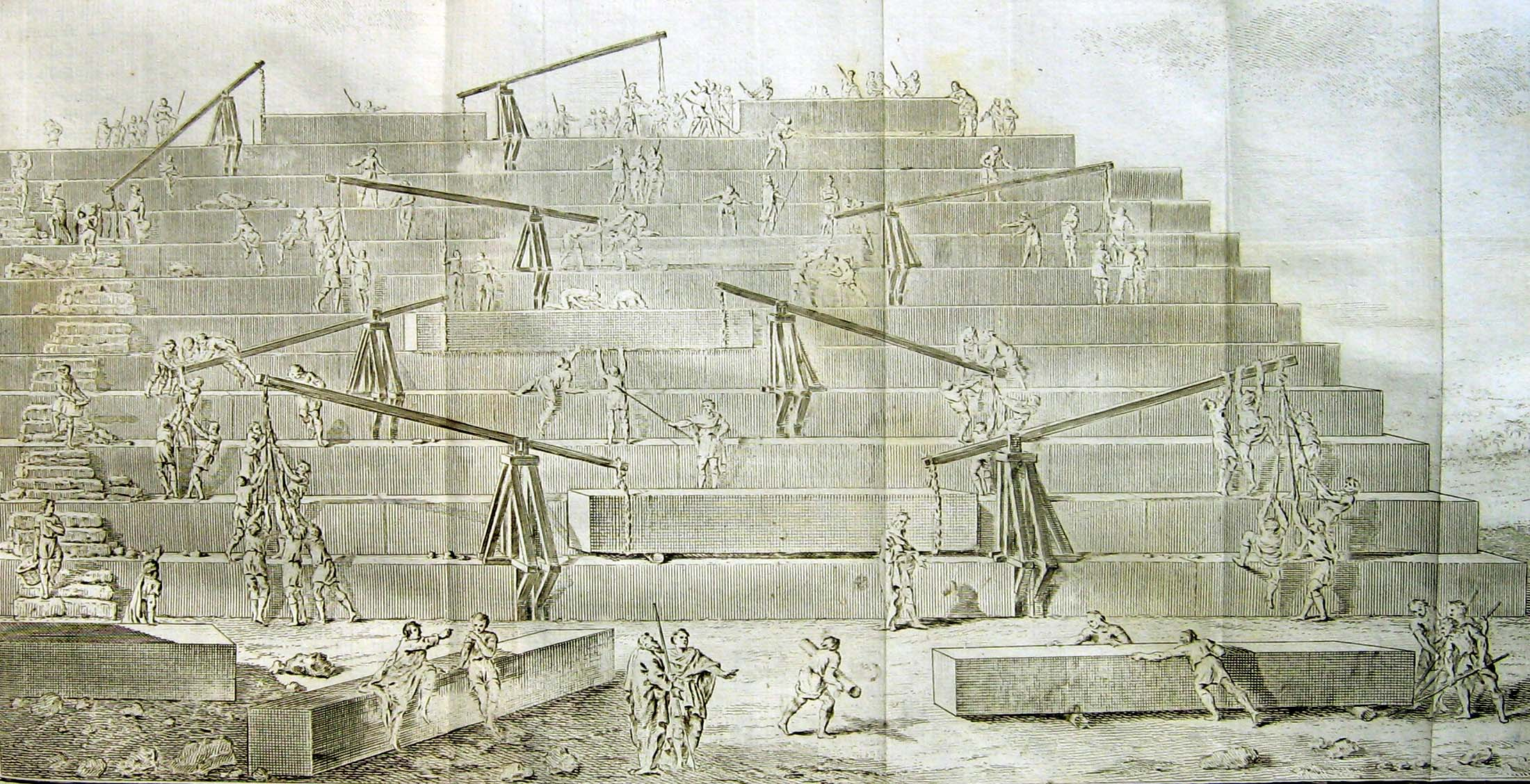
Interpretación, según Antoine-Yves Goguet (1820), de la construcción de la Gran pirámide descrita por Heródoto.

Las incógnitas de la construcción de la pirámide se centran principalmente en la cuestión de cómo se trasladaron los bloques de la superestructura. No se conoce ninguna prueba histórica o arqueológica que resuelva definitivamente la cuestión. Por tanto, la gran discusión sobre los métodos de construcción implica posibilidades funcionales que son apoyadas por una evidencia histórica y arqueológica limitada.
Los relatos históricos de la construcción de las pirámides egipcias aportan poco para afirmar definitivamente los métodos usados para elevar los bloques; sin embargo, la mayoría de egiptólogos se refieren a estos relatos cuando se habla de esta parte de la construcción de las pirámides. Tales de Mileto, según Jerónimo de Estridón visitó las pirámides de Egipto durante el siglo séptimo antes de Cristo y mediante el uso de triángulos semejantes, triángulos rectángulos, y la sombra de las pirámides, midió su altura y, por tanto, su volumen. Los primeros relatos históricos de la construcción de estos monumentos llegaron siglos después de la época de la construcción de las pirámides, por parte de Heródoto en el siglo quinto antes de Cristo y Diodoro Sículo en el siglo I antes de Cristo. El relato de Heródoto afirma:

Esta pirámide se edificó de modo y manera que en ella quedasen unas gradas, que algunos llaman escalas y otros llaman altares. Cuando ésta, en su primera forma, se completó, los trabajadores utilizaron cortos trozos de madera como palancas para levantar el resto de las piedras; se levantaron los bloques del suelo al primer nivel de escalones; cuando la piedra ya se había alzado, se situaba en otra palanca que se encontraba en el primer nivel, y la palanca se utilizaba de nuevo para levantarla de este nivel al siguiente. Es posible que hubiera una nueva palanca en cada nivel de las gradas, o tal vez sólo había una palanca, muy portátil, que llevaban a cada nivel, cada vez; dejo esto como incierto, ya que se mencionaron dos posibilidades. Pero una cosa sí es cierta: la parte superior de la pirámide se empezó a pulir primero, luego la siguiente debajo de ella, y finalmente la base y la parte más baja.

Diodoro Sículo afirma en sus escritos:

Y se dijo que la piedra fue transportada a gran distancia desde Arabia, y que los bloques fueron alzados por medio de rampas de tierra, ya que las máquinas de elevación aún no se habían inventado entonces, y lo más sorprendente es que, aunque estas grandes estructuras fueron erigidas en una zona rodeada de arena, no queda rastro de cualquiera de las rampas o del adorno de las piedras, por lo que no parece ser el resultado de la paciente tarea de los hombres, sino más bien como si todo el conjunto se hubiera depositado sobre la arena circundante por algún dios. Ahora los egipcios intentan hacer una maravilla de estas cosas, con el argumento de que las rampas eran de sal y natrón y que, cuando el río se volvió contra ellos, hizo escurridizo todo lo que había y borró todos sus rastros sin el uso de mano de obra. Pero, en verdad, sin duda esto no se hizo de esta manera. Por el contrario, la misma multitud de obreros que levantaron los montículos levaron toda la masa de nuevo a su lugar original, porque ellos dicen que 360.000 hombres fueron empleados constantemente en la consecución de esta obra, y sin embargo toda la construcción fue terminada apenas al cabo de veinte años.

La descripción de Diodoro Sículo sobre el envío de la piedra de Arabia es correcta, ya que el término "Arabia" por entonces incluía la tierra entre el Nilo y el Mar Rojo. donde los bloques de piedra caliza habían sido transportados desde las canteras a través del río Nilo. Se sabe con certeza que tanto los escritos de Heródoto como los de Diodoro Sículo contienen errores manifiestos y, de hecho, Diodoro Sículo es acusado habitualmente de copiar cosas de Heródoto. La descripción de Heródoto "del trabajo de esclavos es uno de los mitos más persistentes de la construcción. Los relatos de Heródoto son conocidos por ser poco fiables, por lo que es imposible considerar su técnica como correcta a partir de documentos históricos. Sin embargo, estos documentos dan crédito tanto al método de la palanca como al de la rampa.

### Varios tipos de rampas

Ejemplos de rampas frontales.

Rampa en zigzag (Uvo Hölscher), rampa para completar la parte superior (Dieter Arnold) y rampa exterior en espiral (Mark Lehner).

La mayoría de los egiptólogos reconocen que usar rampas es el más posible de los métodos para elevar los bloques; reconocen, sin embargo, que es un método que debe ser complementado con otros dispositivos. La evidencia arqueológica del uso de rampas se ha encontrado en la Gran Pirámide de Guiza y otras pirámides. El método más aceptado para complementar a las rampas es utilizar palancas. El registro arqueológico sólo aporta pruebas de pequeñas rampas y calzadas inclinadas, y esto no es algo que pudiera haber sido utilizada para construir incluso una mayoría del monumento. Para añadir algún elemento más a la incertidumbre, hay considerables pruebas que demuestran que se utilizaron métodos de construcción no estandarizados o ad hoc en la construcción de las pirámides.
Por tanto, hay muchas rampas propuestas y una considerable cantidad de discrepancias en cuanto a qué tipo de rampa se utilizó para construir las pirámides. Uno de los métodos de rampa ampliamente desacreditados es la gran rampa recta, y se desacredita sistemáticamente por motivos funcionales de su enorme tamaño, la falta de evidencia arqueológica, enormes costes y otros problemas técnicos.
Los métodos de usar palancas son considerados como la solución más viable para complementar los métodos de rampas, en parte debido a la descripción de Heródoto, y en parte al cigoñal, un dispositivo elevador en irrigación, representado en Egipto durante el Imperio Nuevo, y encontrado de forma semejante en el Imperio Antiguo en Mesopotamia. Según el punto de vista de Lehner las palancas deberían haberse empleado para levantar el 3% del material de la superestructura. Es importante tener en cuenta que el 4% superior de este material comprende un tercio de la altura total del monumento. En otras palabras, en opinión de Lehner, las palancas se deberían haber utilizado para levantar una pequeña cantidad de material a una gran altura del monumento.
Entre los métodos de palancas, están los que hablan de un levantamiento gradual de los bloques, haciendo palanca repetidamente, alternando los lados del bloque e insertando unas cuñas de madera o de piedra para elevar gradualmente la piedra a una grada superior; hay otros métodos que utilizan un palanca grande para elevar los bloques. El análisis de las técnicas de construcción para levantar los bloques intenta resolver un vacío en el registro arqueológico e histórico con una explicación plausible funcional los siguientes ejemplos de Isler, Keable, y Hussey-Pailos constituyen una lista de métodos probados experimentalmente. El método de Isler (1985, 1987) es un método gradual y, en el experimento de Nova (1992), se usaron cuñas de apuntalamiento de madera. Isler fue capaz de levantar un bloque hasta un nivel en aproximadamente una hora y 30 minutos. El método Peter Hodges y Julian Keable es similar al método de Isler, y en lugar de pequeños bloques manufacturados de hormigón como cuñas, palets de madera, usó un agujero donde se realizaron las pruebas experimentales. Keable fue capaz de realizar su método en aproximadamente 2 minutos. El método de Scott Hussey-Pailoss (2005) utiliza un dispositivo de palanca sencilla para levantar un bloque en un curso con un solo movimiento. Este método fue probado con materiales de menor resistencia que los análogos históricos (probado con materiales más débiles que los que están disponibles en el antiguo Egipto), un factor de seguridad de 2, y levantó un bloque de 2.500 libras en un curso en menos de un minuto. Este método se presenta como un dispositivo de palanca para trabajar complementario con la idea Mark Lehner de una rampa combinada y técnicas de palanca.

### Puertos
En 2023 se publicó una investigación que mediante radar satelital se ha descubierto una vía fluvial navegable, hoy invisible a nivel del suelo, que es la que utilizaban los egipcios para transportar las toneladas de materiales de construcción necesarias para construir el complejo de pirámides de Guiza. Este antiguo brazo del Nilo denominado Ahramat ("brazo de las pirámides") pasa junto a la cadena de pirámides entre Fayum al sur y Guiza al norte contando con 38 estructuras piramidales por el camino. Además, los datos satelitales revelaron numerosos afluentes arenosos enterrados que desembocan en este brazo. Estos afluentes probablemente habrían actuado como lagunas que albergaban puertos para atracar los barcos. Las vías fluviales actuales del Nilo se han alejado tanto de los emplazamientos de las pirámides como para haber sido útiles para la construcción.
Un nuevo estudio publicado de 2024 profundizó en las investigaciones y cartografió la rama Ahramat, que en su día fluyó cerca de la Gran Pirámide de Egipto y otros monumentos de Guiza. Mediante imágenes por satélite y análisis de sedimentos, se ha descubierto que esta vía fluvial de 64 kilómetros era crucial para el transporte de materiales y mano de obra para la construcción de las pirámides. El ramal, que tenía unos 0,5 kilómetros de ancho y una profundidad de al menos 25 metros, desapareció probablemente debido a la sequía y el avance de la desertización.

## Algunas hipótesis alternativas

### Hipótesis de la "rampa interna" de Jean-Pierre Houdin

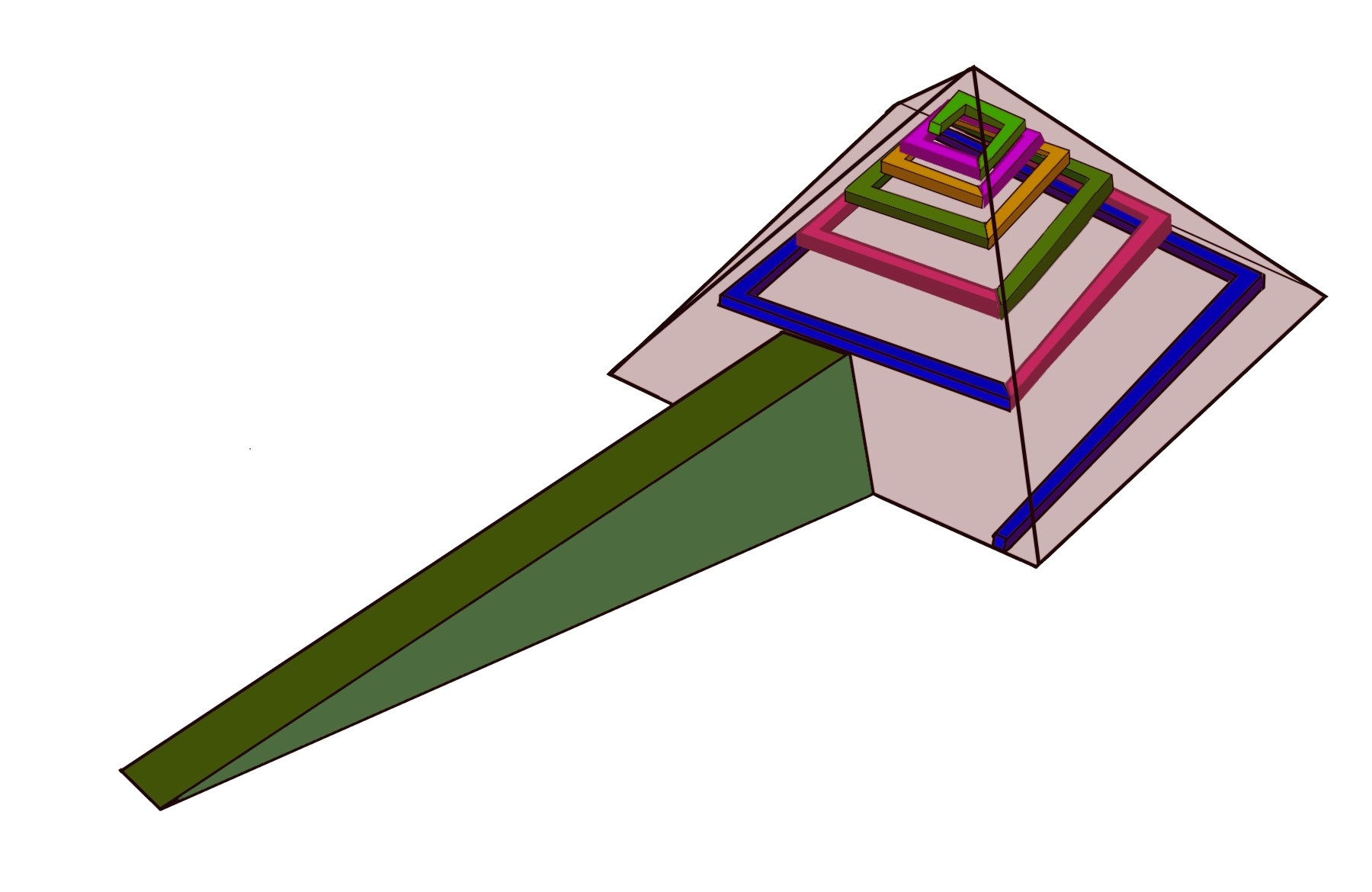
Rampa frontal y rampa interna (Jean-Pierre Houdin)

El padre de Houdin es un arquitecto que, en 1999, ideó un método de construcción que, le parecía, tenía más sentido que cualquier otro método existente propuesto para la construcción de las pirámides. Para desarrollar esta hipótesis, Jean-Pierre Houdin, también arquitecto, dejó el trabajo y se dedicó a la elaboración del primer modelo de arquitectura CAD completamente funcional de la Gran Pirámide. Su esquema implica el uso de una rampa externa regular para construir el primer 30% de la pirámide, con una "rampa interna" que lleva las piedras hasta más allá de esta altura. Las piedras de la rampa externa se reutilizaron en las plantas superiores, lo que explicará la parte desconcertante de falta de pruebas de las rampas.
Después de cuatro años de trabajo en solitario, Houdin se unió a un equipo de ingenieros de la compañía de software en 3D francesa Dassault Systèmes, que utiliza la más moderna tecnología disponible en diseño asistido por ordenador para afinar más y poner a prueba la hipótesis, que es (de acuerdo con Houdin) la única técnica que ha demostrado ser viable.
En 2006 Houdin anunció en un libro:  Khufu: The Secrets Behind the Building of the Great Pyramid , y en 2008 el egiptólogo Bob Brier escribió un segundo:  The Secret of the Great Pyramid 
En el método de Houdin, cada rampa interior de la pirámide terminaba en un espacio abierto, una muesca que se dejó temporalmente abierta al borde de la construcción. Este espacio de 10 metros cuadrados contiene una grúa que levanta y gira cada bloque de 2,5 toneladas, listo para que ocho hombres la arrastren hasta la próxima rampa interna. Hay una muesca de este tipo en uno de los lugares adecuados, y en 2008, el coautor Houdin Bob Brier, con un equipo de rodaje del National Geographic, entró en una cámara previamente inadvertida que podría ser el comienzo de una de estas rampas internas. En 1986, un miembro del equipo de Francia vio un zorro del desierto en esta muesca, como si hubiera ascendido internamente.
La tesis de Houdin sigue sin demostrarse y ya a finales de 2007, el egiptólogo del UCL Prof. David Jeffreys describe la hipótesis de la espiral interior como "descabellada y horriblemente complicada", mientras que el profesor de la Universidad de Oxford John Baines, declaró que consideraba "sospechosa cualquier teoría que sólo tratara de explicar sólo como se construyó la Gran Pirámide" Sin embargo, ha surgido una prueba. En 1986, un equipo de investigación francés hizo un análisis micro-gravimétrico de la estructura. No se incluye en su informe final, pero es claramente visible en algunos planos inéditos, es una característica espiral en el lugar correcto. Houdin cree que su teoría pronto será probada o desmentida por una de una serie de técnicas bien conocidas, como la fotografía de infrarrojos de la pirámide cuando se enfría durante la noche.

#### Rampa en espiral

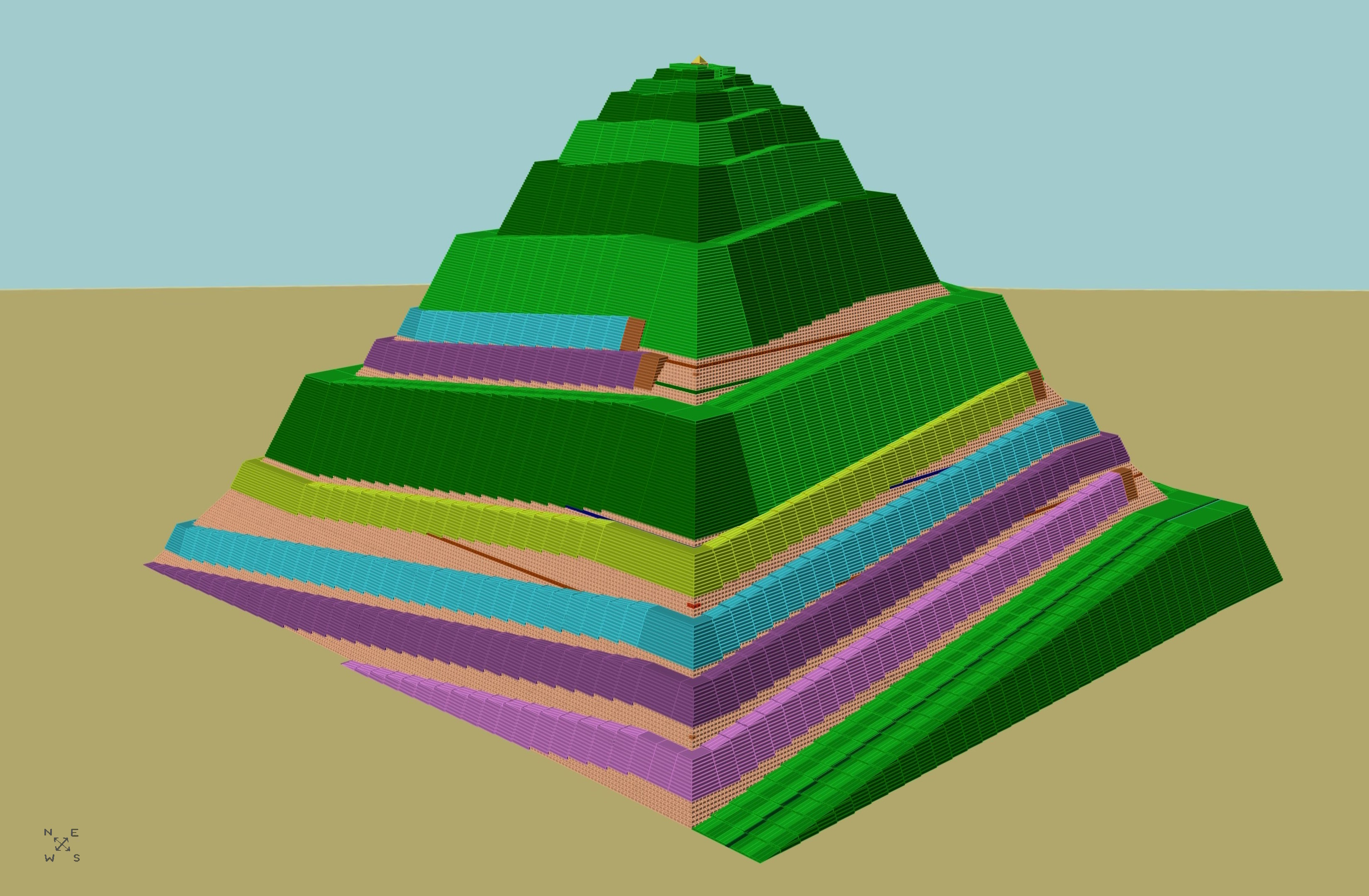
Rampas multi-espirales (Rudolf Volz).

En 2024, Rudolf Volz presentó su teoría de las rampas multi-espirales. Las rampas se colocan en la pirámide escalonada interior. Un total de siete rampas comienzan desde el nivel más bajo. El amplio camino principal comienza en el lado sur de la pirámide y conduce a la cima, lo que permite colocar el piramidión en la cima. Dos estrechas rampas comienzan en los otros tres lados y terminan a diferentes alturas.

### Hipótesis del hormigón de piedra caliza
El científico de los materiales Joseph Davidovits, afirmó que los bloques de la pirámide no son de piedra tallada, sino más bien de una forma de hormigón de piedra caliza y que fueron "enyesados" como se hace con el hormigón moderno Según esta hipótesis, la suave piedra caliza con un alto contenido de caolinita extraía el uadi en el sur de la meseta de Giza. La piedra caliza se disolvía a continuación en grandes piscinas, alimentadas por el Nilo, hasta que se convertía en una suspensión acuosa. La cal (que se encuentra en la ceniza de los fuegos para cocinar) y el natrón (también utilizado por los egipcios en la momificación) se mezclaba. Las piscinas se dejaban evaporarse, y dejaban tras de sí una mezcla húmeda, similar a la arcilla. Este "hormigón" húmedo se llevaría a la obra en construcción donde se envasaba en moldes de madera reutilizables y en pocos días se sometería a una reacción química similar a la "curación" del hormigón. Los nuevos bloques, sugiere, podrían ser sueltos en el lugar, por encima, y presionados contra los viejos bloques. El test de prueba de concepto utilizando compuestos similares se llevaron a cabo en un instituto de geopolímeros en el norte de Francia y se encontró que una brigada de cinco hasta diez obreros, trabajando con simples herramientas manuales, podrían aglomerar una estructura de cinco, de bloques de 1,3 a 4,5 toneladas en un par de semanas. También afirma que la Estela del hambre, junto con otros textos jeroglíficos, describe la tecnología de la aglomeración de piedra.[cita requerida]
El "Método Davidovits" no es aceptado por ningún egiptólogo. Su método no explica las piedras de granito, que pesan más de 10 toneladas, por encima de "Cámara del Rey", que admite que fueron cortadas. Los geólogos han examinado cuidadosamente la técnica sugerida por Davidovits "y ha concluido su procedencia de la piedra caliza natural extraída en la Formación Mokattam.
La "hipótesis Davidovits" consiguió el apoyo de Michel Barsoum, un investigador de la ciencia de materiales. Michel Barsoum y sus colegas de la Universidad Drexel publicaron sus resultados en apoyo de la hipótesis Davidovits al  Journal of the American Ceramic Society  en 2006. Utilizando un microscopio electrónico de barrido, descubrieron compuestos minerales y burbujas de aire en las muestras de los bloques de pirámide de piedra caliza que no se producen en la caliza natural.
Dipayan Jana, una petrografía, hizo una presentación en la ICMA ( International Cement Microscopy Association , o sea "Asociación Internacional de Microscopía de cemento") en 2007 y entregó un documento en el que analiza la obra de Davidovits y Barsoum y concluye que "estamos lejos de aceptar sólo como una posibilidad remota un origen" artificial "de las piedras de la pirámide. "

#### Críticas de la hipótesis
Es mucho más complejo, y anacrónico, triturar la piedra, mezclarla, elaborar moldes y moldearla, elaborar miles de recipientes para su transporte, esperar a que endurezca, etc. que obtener un bloque similar tallándolo.[cita requerida]
Es mucho más sencillo construir una edificación con materiales extraídos y tallados en sus inmediaciones. La piedra caliza de Guiza es relativamente fácil de cortar y la mayoría de los bloques, de razonable tamaño, eran fáciles de transportar. Las canteras de donde se extrajo la piedra, se pueden ver junto a las pirámides de Guiza.{sin referencias}

### Nueva teoría emergente
Una nueva teoría está emergiendo con un reconocimiento considerable de los egipcios ya que su autor, Carlos Eduardo Rodríguez Varona, fue invitado por los egipcios para exponerla en la conferencia CAH - Conservation of Architectural heritage, Conservación del Patrimonio Arquitectónico -, organizada anualmente por el prestigioso instituto científico internacional IEREK Programa 3.ª edición Conferencia CAH, El Cairo, Egipto. El autor muestra su teoría completa de forma totalmente libre, exponiendo todas las referencias y participaciones en otros eventos como, por ejemplo, el "IV Congreso Ibérico de Egiptología" donde participó como formato de póster, y la publicación por el prestigioso journal IJISRT - Publicación por el journal IJISRT.
Esta nueva teoría pretende explicar el proceso constructivo de las pirámides de la meseta de Giza con un concepto novedoso desde el punto de vista de mostrar una técnica para explicar cómo se levantaron los grandes bloques y el resto de los elementos constructivos de una manera muy simple, mediante el uso de rampas en zigzag con una pendiente casi nula que permite alcanzar la cima de las pirámides con gran efectividad y un riesgo mínimo, como muestran las imágenes.
Esta explicación está destinada a ser considerada seriamente, ya que no concentra sus esfuerzos en explicar únicamente una sola de las pirámides de la meseta de Giza, principalmente la Gran Pirámide, como sucede con la mayoría de las teorías anteriores, sino que explica la probable técnica utilizada por los antiguos egipcios para construir todo el conjunto de las pirámides de la meseta de Giza, sin mencionar el reconocimiento de parte de los egipcios citado anteriormente.
Un aspecto notable de esta novedosa teoría es el hecho de que el autor incluye otras técnicas mencionadas por anteriores teorías que posibilitan explicar de forma exitosa cómo los antiguos egipcios pudieron haber realizado ciertos y determinados detalles y determinadas particularidades del proceso constructivo completo de las pirámides de la meseta de Giza - como, por ejemplo, la colocación de las enormes piedras que conforman las cámaras de descarga del techo de la cámara del rey, en el caso de la construcción de la Gran Pirámide - , algo que resulta relevante a favor de la misma al complementarse con algunas de las técnicas explicadas en teorías anteriores.

## ExperimentoNOVAde construcción de una pirámide
En 1997 Mark Lehner y Roger Hopkins, un cantero de Sudbury (Massachusetts), se unieron para llevar a cabo un experimento de construcción de pirámides para un episodio de televisión de NOVA. Construyeron una pirámide 6 m de alto por 9 m de ancho. Un total de 162 m³, y alrededor de 405 toneladas de material. Estaba hecha con 186 bloques de piedra, de una media de 2,2 toneladas cada uno. La construcción se realizó en poco más de tres semanas, debido al calendario de rodaje. Doce canteros cortaron 186 bloques de piedra en 22 días. Fueron capaces de construirla usando 44 hombres. Usaron martillos de hierro, cinceles y palancas (esto es un atajo moderno; los antiguos egipcios se limitaban a usar cobre y luego bronce y madera) Pero hicieron experimentos con herramientas de cobre, y señalaron que eran adecuadas para el trabajo manual, sólo a condición de que estuviera disponible mano de obra adicional para volver a afilar constantemente las herramientas antiguas. Se estima que habrían necesitado alrededor de 20 hombres adicionales para este mantenimiento. Otro atajo tomado fue el uso de una pala cargadora o carretilla elevadora. Sin embargo, esta maquinaria moderna no existía y no podría ser utilizada para terminar la construcción. Usaron palancas para levantar la piedra de coronación a una altura de 20 m. Cuatro o cinco hombres fueron capaces de utilizar palancas sobre piedras de menos de una tonelada para girarlas y transportarlas haciéndolas rodar. En cuanto a las piedras más grandes, tuvieron que tirar de ellas, arrastrándolas. Descubrieron que si ponían las piedras en trineos de madera y hacían deslizar los trineos en pistas de madera, eran capaces de arrastrar una piedra de dos toneladas con 12 a 20 hombres. La madera de estos trineos y pistas debería haber sido importada del Líbano con un gran coste ya que había poca o ninguna madera en el antiguo Egipto. Si bien los constructores no pudieron imitar las precisas uniones creadas por los antiguos egipcios, Hopkins confía en que esto podría haberse conseguido con más práctica.

## La construcción de la Gran Pirámide

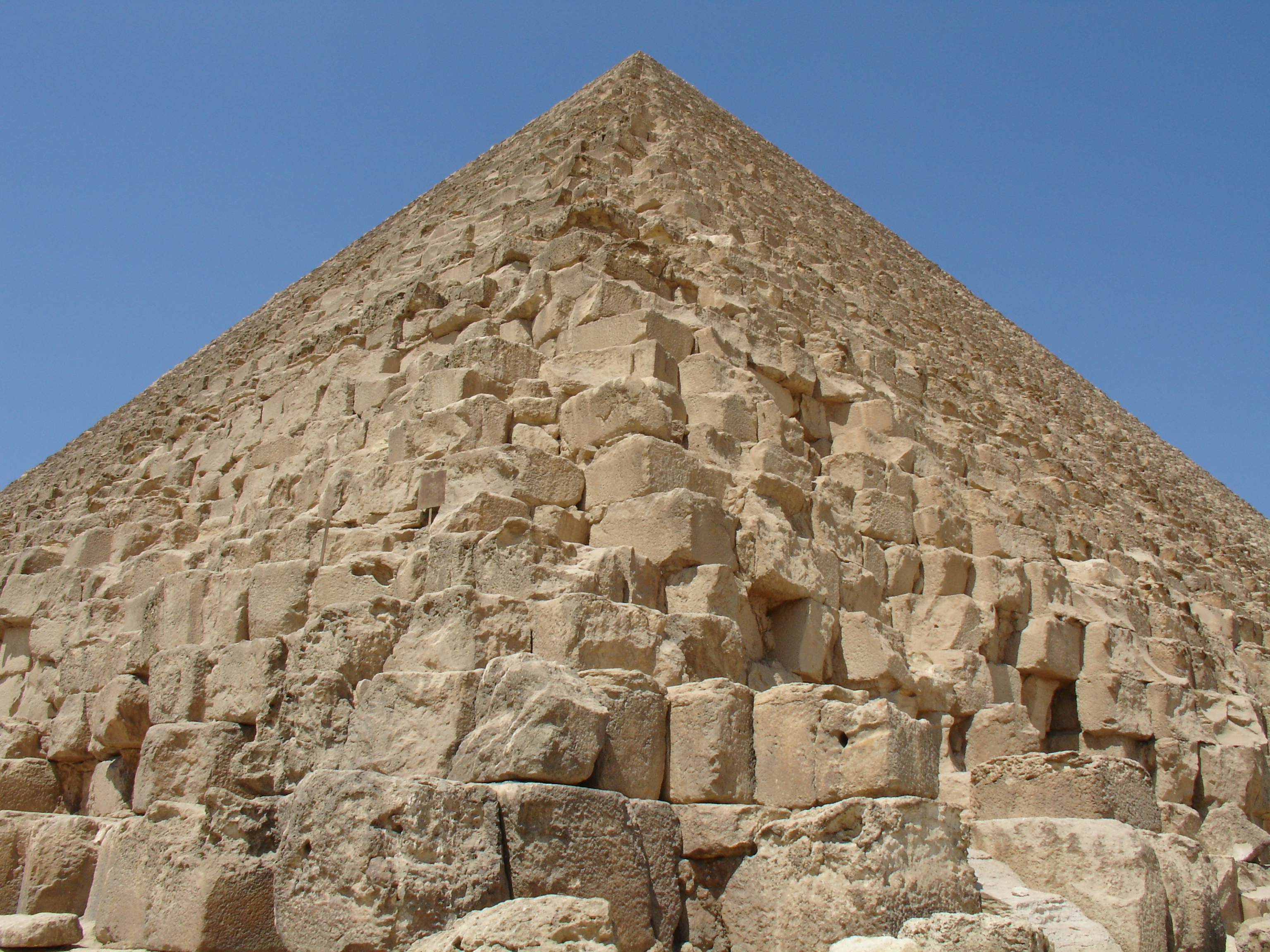
La mayoría de los bloques de piedra caliza de la Gran Pirámide pesan alrededor de 1,5 toneladas.

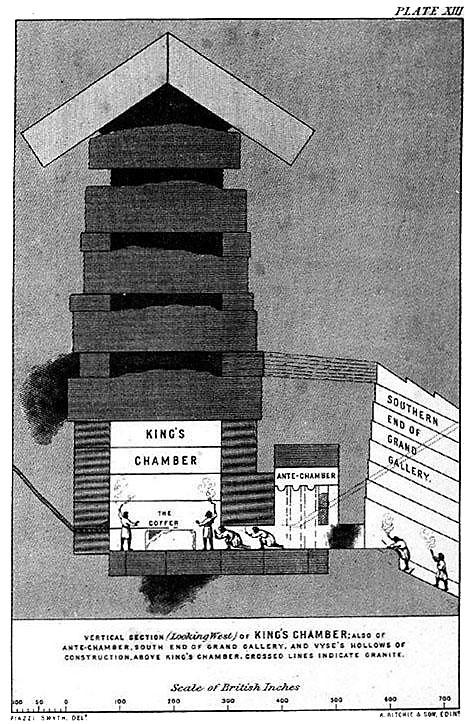
Los bloques más pesados de la Gran Pirámide son los de granito utilizados para techar las cámaras de descarga, cuyo peso se estima en 80 toneladas.

Los bloques más pesados se encuentran en torno a la cámara del rey (10). Pudieron haberse trasladado utilizando como rampas el pavimento del pasaje (6) y el de la gran galería (9), cuando se encontraban a cielo abierto (sin paredes ni techo).

Algunas investigaciones sugieren estimaciones diferentes de la fuerza laboral aceptada. Por ejemplo, el matemático Kurt Mendelssohn calcula que los trabajadores pudieran haber sido 50.000 como mucho, mientras que Ludwig Borchardt y Louis Croon sitúan la cifra en 36.000. De acuerdo con Miroslav Verner, se necesitarían menos de 30.000 trabajadores en la construcción de la Gran Pirámide. La evidencia sugiere que alrededor de 5.000 eran trabajadores permanentes asalariados, con turnos de trabajo de tres o cuatro meses, que recibirían "salarios de subsistencia" de diez barras de pan y una jarra de cerveza por día. Zahi Hawass cree que la mayoría de los trabajadores pueden haber sido voluntarios. Se estima que sólo 4.000 del total de trabajadores eran los que extraían la piedra, arrastraban los bloques hasta la pirámide y ponían los bloques en su lugar. La mayoría de la mano de obra prestó servicios de apoyo, tales como escribas, fabricantes de herramientas y otros servicios de intendencia. Las tumbas de los supervisores contienen inscripciones relativas a la organización de la fuerza laboral. Había dos equipos de aproximadamente 2.000 trabajadores subdivididos en grupos de 1000. Los grupos se dividían en cinco phyles de 200 que fueron a su vez divididos en grupos de unos 20 trabajadores agrupados en función de sus habilidades, y cada grupo tenía su propio jefe y una tarea específica.
Un estudio de la gestión de la construcción llevado a cabo por la empresa Daniel, Mann, Johnson, y Mendenhall en asociación con Mark Lehner y otros egiptólogos, estima que el total del proyecto requiere una plantilla media de 14.567 personas, y una plantilla máxima de 40.000. Con esta estimación, cada trabajador contribuyó en la elaboración de unos 60 bloques de media durante todo el tiempo que participase en la construcción: cortando, transportando y puliendo un bloque cada dos meses.
Sin el uso de poleas, ruedas o herramientas de hierro, se utiliza el método de la ruta crítica para indicar que la gran pirámide fue terminada en aproximadamente en diez años. El estudio estima que el número de bloques utilizados en la construcción fue de entre 2 y 2,8 millones (un promedio de 2,4 millones), pero se reduce a dos millones después de restar el volumen estimado de los espacios vacíos de las cámaras y galerías. La mayoría de las fuentes están de acuerdo en este número de bloques en lugar de por encima de 2,3 millones. Sus cálculos sugieren que los trabajadores podrían haber mantenido un ritmo de 180 bloques por hora (tres bloques cada minuto o un bloque por trabajador cada dos meses), con jornadas laborales de diez horas para poner cada bloque en su lugar. Toman como base las estimaciones de los proyectos de construcción del tercer mundo que no utilizan maquinaria moderna, pero la conclusión es que aún se desconoce exactamente cómo se construyó la Gran Pirámide. Como señala del equipo el Dr. Craig Smith:

La logística de la construcción en el yacimiento de Guiza es alarmante cuando se piensa que los antiguos egipcios no tenían poleas, ni ruedas, ni herramientas de hierro. Sin embargo, las dimensiones de la pirámide son extremadamente precisas y el lugar fue nivelado dentro de una fracción de una pulgada por encima de toda la base de 13,1 acres. Esto es comparable a la exactitud posible con los métodos de construcción modernos y de nivelación láser. Esto es sorprendente. Con sus "herramientas rudimentarias", los constructores de las pirámides del antiguo Egipto fueron tan precisos como lo somos hoy con la tecnología del siglo XX.

Se cree que toda la meseta de Giza fue edificada durante el reinado de cinco faraones en menos de cien años, y en general incluye: la Gran Pirámide, las pirámides de Kefrén y Menkaurá, la Gran Esfinge, los templos de las pirámides, de la Esfinge y del valle, 35 pozos de barcos tallados en la roca, y varias calzadas procesionales, así como la pavimentación de la meseta con grandes piedras. Esto no incluye la pirámide de Dyedefra, hijo de Keops, en Abu Roash, que también se construyó durante este periodo de tiempo de cien años. En los cien años anteriores en Giza, a partir de Dyoser que gobernó en el siglo XXVII antes de Cristo, fueron construidos, entre otros, decenas de templos, pirámides más pequeñas, otras construcciones, y tres grandes pirámides: la Pirámide escalonada de Saqqara (se cree que fue la primera gran pirámide egipcia), la Pirámide Acodada y la Pirámide Roja. También durante este periodo (entre 2686 y 2498 antes de Cristo) fue construido el embalse de Sadd el-Kafara, que se estima utilizó alrededor de 100.000 metros cúbicos de roca y escombros.

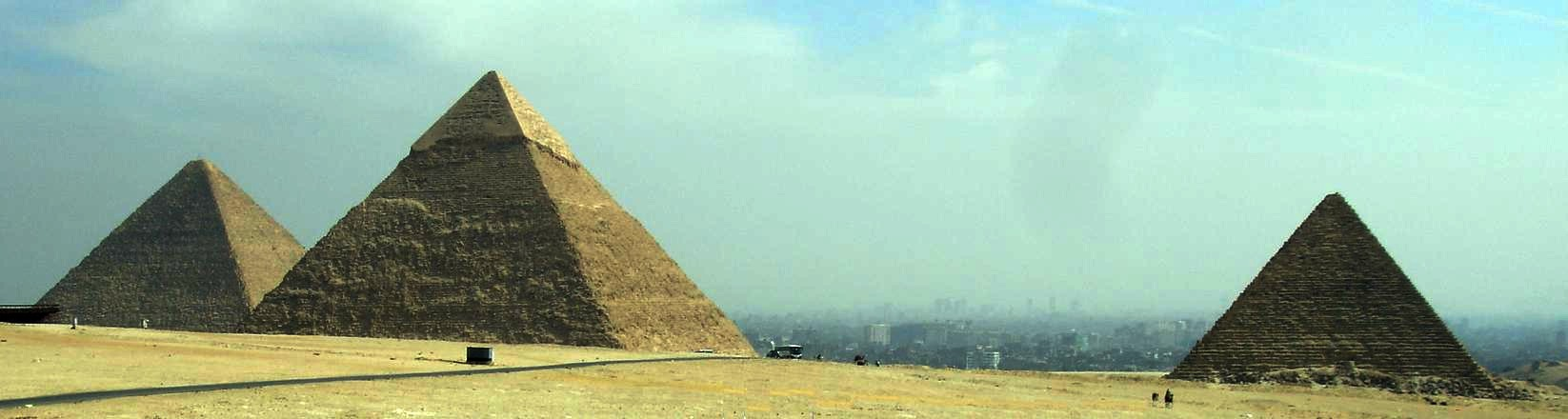
Pirámides de Jufu (Keops), Jafra (Kefrén) y Menkaura (Micerino), en Guiza.

## Fecha estimada de construcción de las mayores pirámides
En Egipto se han hallado más de cien pirámides de la época faraónica. La siguiente tabla muestra una cronología de la construcción de las pirámides de mayor tamaño. Cada pirámide está identificada con el faraón que ordenó edificarla, la fecha aproximada del reinado y su localización geográfica actual.
| Faraón «Pirámide»           | Reinado (± 50 años) | Ubicación |
| --------------------------- | ------------------- | --------- |
| Dyeser (Zoser) «Escalonada» | c. 2660 a. C.       | Saqqara   |
| Seneferu «en ruinas»        | c. 2610 a. C.       | Meidum    |
| Seneferu «Acodada»          | c. 2600 a. C.       | Dahshur   |
| Seneferu «Roja»             | c. 2600 a. C.       | Dahshur   |
| Jufu (Keops)                | c. 2570 a. C.       | Guiza     |
| Dyedefra                    | c. 2550 a. C.       | Abu Roash |
| Jafra (Kefrén)              | c. 2540 a. C.       | Guiza     |
| Menkaura (Micerino)         | c. 2510 a. C.       | Guiza     |
| Neferirkara                 | c. 2450 a. C.       | Abusir    |
| Amenemhat I                 | c. 1970 a. C.       | El Lisht  |
| Senusert I                  | c. 1950 a. C.       | El Lisht  |
| Senusert II                 | c. 1880 a. C.       | El Lahun  |
| Senusert III                | c. 1870 a. C.       | Dahshur   |
| Amenemhat II                | c. 1850 a. C.       | Dahshur   |
| Amenemhat III               | c. 1850 a. C.       | Hawara    |